# Gran Premio de España de Motociclismo de 1970
El Gran Premio de España de Motociclismo de 1970 fue la decimosegunda y última prueba de la temporada 1970 del Campeonato Mundial de Motociclismo. El Gran Premio se disputó el 26 y 27 de septiembre de 1970 en el Circuito de Montjuïch en Barcelona.

## Resultados 500cc
En 500cc, Giacomo Agostini no compitió y su lugar lo ocupó su compatriota Angelo Bergamonti. En los entrenamientos, hizo el récord del circuito que instauró Agostini en 1968. En la carrera, solo Ginger Molloy permaneció en la misma vuelta. Giuseppe Mandolini (Aermacchi) acabó tercero.
| Pos.    | Piloto             | Equipo           | Tiempo        | Pts. |
| ------- | ------------------ | ---------------- | ------------- | ---- |
| 1       | Angelo Bergamonti  | MV Agusta        | 1h 15' 14" 12 | 15   |
| 2       | Ginger Molloy      | Kawasaki         | +1' 54" 83    | 12   |
| 3       | Giuseppe Mandolini | Aermacchi        | +1 Vuelta     | 10   |
| 4       | Tommy Robb         | Seeley-Matchless | +1 Vuelta     | 8    |
| 5       | Roberto Gallina    | Paton            | +1 Vuelta     | 6    |
| 6       | Martin Carney      | Kawasaki         | +1 Vuelta     | 5    |
| 7       | Martti Pesonen     | Yamaha           | +2 Vueltas    | 4    |
| 8       | Christian Ravel    | Kawasaki         | +2 Vueltas    | 3    |
| 9       | Dave Simmonds      | Kawasaki         | +2 Vueltas    | 2    |
| 10      | Gordon Keith       | Velocette        | +3 Vueltas    | 1    |
| 11      | John Burgess       | Ray Petty Norton | +4 Vueltas    |      |
| Ret     | Gyula Marsovszky   | Kawasaki         | Ret           |      |
| Ret     | John Dodds         | LinTo            | Ret           |      |
| Ret     | Barry Sheene       | Bultaco          | Ret           |      |
| Ret     | Bo Granath         | Husqvarna        | Ret           |      |
| Ret     | Jack Findlay       | Seeley-Suzuki    | Ret           |      |
| Ret     | Alberto Pagani     | LinTo            | Ret           |      |
| Ret     | Lewis Young        | Honda            | Ret           |      |
| Ret     | Terry Dennehy      | Honda            | Ret           |      |
| Ret     | Maurice Hawthorne  | LinTo            | Ret           |      |
| Ret     | Alan Barnett       | Seeley           | Ret           |      |
| Ret     | Bob Heath          | BSA              | Ret           |      |
| Ret     | Theo Louwes        | Kawasaki         | Ret           |      |
| Ret     | Renzo Pasolini     | Benelli          | Ret           |      |
| Ret     | Terry Dennehy      | Honda            | Ret           |      |
| Ret     | José Medrano       | Bultaco          | Ret           |      |
| Ret     | Godfrey Nash       | Norton           | Ret           |      |
| Ret     | Gerhard Heukerott  | Benelli          | Ret           |      |
| Ret     | Karl Hoppe         | URS              | Ret           |      |
| Ret     | Hans Kirchmeyer    | NSU              | Ret           |      |
| Fuente: |                    |                  |               |      |

## Resultados 350cc
En 350, también se ausentó Giacomo Agostini y el triunfo también cayó en manos de Angelo Bergamonti. El italiano se alejó con facilidad de Kent Andersson para ganar con una gran ventaja. Los compañeros de equipo (Andersson y Rodney Gould) hicieron una gran pugna por el segundo lugar, que se lo acabaría llevando el británico por tan solo una rueda de diferencia.
| Pos. | Piloto             | Equipo    | Tiempo        | Pts. |
| ---- | ------------------ | --------- | ------------- | ---- |
| 1    | Angelo Bergamonti  | MV Agusta | 1h 15' 07" 63 | 15   |
| 2    | Rodney Gould       | Yamaha    | +1' 31" 52    | 12   |
| 3    | Kent Andersson     | Yamaha    | +1' 31" 70    | 10   |
| 4    | Martti Pesonen     | Yamaha    | +1 Vuelta     | 8    |
| 5    | Dieter Braun       | Yamaha    | +1 Vuelta     | 6    |
| 6    | Terry Dennehy      | Yamaha    | +1 Vuelta     | 5    |
| 7    | Roberto Gallina    | Aermacchi | +1 Vuelta     | 4    |
| 8    | Tommy Robb         | Yamaha    | +2 Vueltas    | 3    |
| 9    | Martin Carney      | Kawasaki  | +2 Vueltas    | 2    |
| 10   | Bosse Granath      | Yamaha    | +3 Vueltas    | 1    |
| 11   | Hans-Dieter Görgen | Yamaha    | +3 Vueltas    |      |
| 12   | Lewis Young        | Aermacchi | +3 Vueltas    |      |
| Ret  | Silvio Grassetti   | Jawa      | Ret           |      |
| Ret  | Kelvin Carruthers  | Yamaha    | Ret           |      |
| Ret  | Renzo Pasolini     | Benelli   | Ret           |      |
| Ret  | Dave Browning      | Yamaha    | Ret           |      |
| Ret  | Jack Findlay       | Yamaha    | Ret           |      |
| Ret  | Christian Ravel    | Kawasaki  | Ret           |      |
| Ret  | Godfrey Nash       | Yamaha    | Ret           |      |
| Ret  | Alan Barnett       | Aermacchi | Ret           |      |
| Ret  | Gerhard Heukerott  | Benelli   | Ret           |      |
| Ret  | Hans Kirchmeyer    | NSU       | Ret           |      |

## Resultados 250cc
En el cuarto de litro, Rodney Gould, Kent Andersson y Ginger Molloy (que se estrenaba en Yamaha) fueron los más rápidos, pero los tres fueron superados por el joven Teuvo Länsivuori (Yamaha). Gould, que ya se había asegurado el título mundial, se detuvo en la quinta vuelta como protesta contra el polvo en la pista que había sido arrojada sobre un mancha de petróleo allí antes del comienzo de la carrera de 125cc. Länsivuori continuó, pero fue perdiendo velocidad por problemas mecánicos. Andersson lo pasó y seis vueltas después, Länsivuori se retiró por completo por un agujero en un pistón. Andersson ganó con una gran ventaja sobre Ginger Molloy, quien a su vez entró 40 segundos por delante de Silvio Grassetti.
| Pos. | Piloto            | Equipo    | Tiempo        | Pts. |
| ---- | ----------------- | --------- | ------------- | ---- |
| 1    | Kent Andersson    | Yamaha    | 1h 04' 25" 52 | 15   |
| 2    | Ginger Molloy     | Yamaha    | +0' 42" 33    | 12   |
| 3    | Silvio Grassetti  | Yamaha    | +1' 30" 10    | 10   |
| 4    | Gyula Marsovszky  | Yamaha    | +1' 38" 71    | 8    |
| 5    | Oronzo Memola     | Yamaha    | +1 Vuelta     | 6    |
| 6    | Bosse Granath     | Yamaha    | +1 Vuelta     | 5    |
| 7    | Alberto Pagani    | Aermacchi | +1 Vuelta     | 4    |
| 8    | Maurice Hawthorne | Yamaha    | +1 Vuelta     | 3    |
| 9    | Cees van Dongen   | Yamaha    | +2 Vueltas    | 2    |
| 10   | Börje Jansson     | Yamaha    | +2 Vueltas    | 1    |
| 11   | Dave Browning     | Yamaha    | +2 Vueltas    |      |
| 12   | Francesco Villa   | Villa     | +3 Vueltas    |      |
| Ret  | Rodney Gould      | Yamaha    | Ret           |      |
| Ret  | Kelvin Carruthers | Maico     | Ret           |      |
| Ret  | Jarno Saarinen    | Yamaha    | Ret           |      |
| Ret  | Chas Mortimer     | Yamaha    | Ret           |      |
| Ret  | Gordon Keith      | Velocette | Ret           |      |
| Ret  | Benjamín Grau     | Bultaco   | Ret           |      |
| Ret  | John Burgess      | Bultaco   | Ret           |      |
| Ret  | Salvador Cañellas | Montesa   | Ret           |      |
| Ret  | Toni Gruber       | Yamaha    | Ret           |      |
| Ret  | Juan Bordons      | Derbi     | Ret           |      |
| Ret  | Franco Ringhini   | Yamaha    | Ret           |      |
| Ret  | Walter Villa      | Villa     | Ret           |      |
| Ret  | Francis Hollebecq | Yamaha    | Ret           |      |
| Ret  | Dieter Braun      | MZ        | Ret           |      |
| Ret  | Barry Sheene      | Yamaha    | Ret           |      |
| Ret  | Enrique Escuder   | Bultaco   | Ret           |      |
| Ret  | Ramón Galí        | Bultaco   | Ret           |      |
| Ret  | José Medrano      | Bultaco   | Ret           |      |
| Ret  | Phil Read         | Yamaha    | Ret           |      |
| Ret  | Teuvo Länsivuori  | Yamaha    | Ret           |      |
| Ret  | Hans Kirchmeyer   | NSU       | Ret           |      |

## Resultados 125cc
En 125cc, la carrera comenzó en el caos. Poco antes de la carrera, un camión perdió aceite en la pista y en su celo por cubrir el rastro petrolero, los agentes usaron demasiado cemento, lo que causó que los primeros pilotos que pasaron causaron una gran nube de polvo. Börje Jansson tomó la delantera pero retrocedió por la lucha de Ángel Nieto y Gilberto Parlotti. Nieto quería darle una victoria a su público local, pero las posiciones cambiaban constantemente. Dave Simmonds se acercó lentamente y fue seguido por el joven Barry Sheene. Parlotti retrocedió con problemas técnicos en la novena vuelta. Nieto acumuló una ventaja considerable, pero cayó en una curva cerrada. Cuando se levantó, fue superado por Simmonds y Sheene. Se produjo una pelea entre estos tres pilotos, hasta que Simmonds tuvo que renunciar a cuatro vueltas antes del final. Sheene luchó hasta dos vueltas antes del final a la cabeza, pero al final tuvo que renunciar frente a Nieto. Jansson terminó tercero, siete décimas por delante de Dieter Braun.
| Pos. | Piloto               | Moto       | Tiempo     | Pts. |
| ---- | -------------------- | ---------- | ---------- | ---- |
| 1    | Ángel Nieto          | Derbi      | 54' 13" 67 | 15   |
| 2    | Barry Sheene         | Suzuki     | +08" 13    | 12   |
| 3    | Börje Jansson        | Maico      | +47" 38    | 10   |
| 4    | Dieter Braun         | Suzuki     | +48" 15    | 8    |
| 5    | Giuseppe Mandolini   | Villa      | +1' 57" 14 | 6    |
| 6    | John Dodds           | Aermacchi  | +1 Vuelta  | 5    |
| 7    | José Medrano         | Bultaco    | +1 Vuelta  | 4    |
| 8    | Aalt Toersen         | Suzuki     | +2 Vueltas | 3    |
| 9    | Ulrich Graf          | Honda      | +2 Vueltas | 2    |
| 10   | Benjamín Grau        | Bultaco    | +2 Vueltas | 1    |
| 11   | Cees van Dongen      | Yamaha     | +2 Vueltas |      |
| 12   | Ginger Molloy        | Bultaco    | +2 Vueltas |      |
| 13   | Ramón Galí           | Bultaco    | +3 Vueltas |      |
| 14   | Dave Bedlington      | Maico      | +3 Vueltas |      |
| Ret  | Dave Browning        | Yamaha     | Ret        |      |
| Ret  | Francesco Villa      | Villa      | Ret        |      |
| Ret  | Walter Villa         | Villa      | Ret        |      |
| Ret  | Charles Mortimer     | Villa      | Ret        |      |
| Ret  | Jarno Saarinen       | Yamaha     | Ret        |      |
| Ret  | Siegfried Lohmann    | MZ         | Ret        |      |
| Ret  | Gilberto Parlotti    | Morbidelli | Ret        |      |
| Ret  | Toni Gruber          | Maico      | Ret        |      |
| Ret  | Gottlieb Schweikardt | Maico      | Ret        |      |
| Ret  | Dave Simmonds        | Kawasaki   | Ret        |      |
| Ret  | Joaquim Galí         | Derbi      | Ret        |      |
| Ret  | Juan Bordons         | Derbi      | Ret        |      |
| Ret  | Salvador Cañellas    | Derbi      | Ret        |      |
| Ret  | Enrique Escuder      | Bultaco    | Ret        |      |
| Ret  | Theo Louwes          | Aermacchi  | Ret        |      |
| Ret  | Angelo Bergamonti    | Aermacchi  | Ret        |      |

## Resultados 50cc
En la categoría menor cilindrada, el flamante campeón de la categoría, Ángel Nieto lideró la carrera durante seis vueltas. Pero, cuando su motor perdió velocidad, la cabeza fue tomada por Jan de Vries, seguido por Salvador Cañellas y Rudolf Kunz. De Vries se mantuvo en cabeza durante mucho tiempo, pero a cinco vueltas del final tuvo una larga batalla con Kunz y Cañellas. Cañellas tomó la delantera justo antes del final y ganó con la ventaja más pequeña del día (dos décimas) sobre Kunz. De Vries fue tercero.
| Pos. | Piloto                  | Moto       | Tiempo     | Pts. |
| ---- | ----------------------- | ---------- | ---------- | ---- |
| 1    | Salvador Cañellas       | Derbi      | 34' 22" 46 | 15   |
| 2    | Rudolf Kunz             | Kreidler   | +00" 19    | 12   |
| 3    | Jan de Vries            | Kreidler   | +00" 20    | 10   |
| 4    | Ángel Nieto             | Derbi      | +19" 47    | 8    |
| 5    | Juan Bordons            | Derbi      | +59" 27    | 6    |
| 6    | Ulrich Graf             | Kreidler   | +2' 23" 72 | 5    |
| 7    | Federico van der Hoeven | Kreidler   | +1 Vuelta  | 4    |
| 8    | Ludwig Fassbender       | Kreidler   | +1 Vuelta  | 3    |
| 9    | Franco Ringhini         | Morbidelli | +1 Vuelta  | 2    |
| 10   | Gottlob Schweikardt     | Kreidler   | +1 Vuelta  | 1    |
| 11   | Siegfried Lohmann       | Kreidler   | +1 Vuelta  |      |
| 12   | Oronzo Memola           | Kreidler   | +1 Vuelta  |      |
| Ret  | Aalt Toersen            | Yamaha     | Ret        |      |
| Ret  | Jan Huberts             | Kreidler   | Ret        |      |
| Ret  | Francesco Villa         | Villa      | Ret        |      |
| Ret  | Joaquim Galí            | Derbi      | Ret        |      |
| Ret  | Walter Villa            | Villa      | Ret        |      |
| Ret  | Francis Hollebecq       | Kreidler   | Ret        |      |
| Ret  | Cees van Dongen         | Kreidler   | Ret        |      |
| Ret  | Martin Mijwaart         | Yamaha     | Ret        |      |
| Ret  | José María Maner        | Derbi      | Ret        |      |
| Ret  | Benjamín Grau           | Derbi      | Ret        |      |
| Ret  | Jaime Alguersuari       | Derbi      | Ret        |      |
| Ret  | Juan Sánchez            | Derbi      | Ret        |      |
| Ret  | Gilberto Parlotti       | Tomos      | Ret        |      |